# Berghof
Il Berghof era la casa di Adolf Hitler nell'Obersalzberg delle Alpi Salisburghesi vicino a Berchtesgaden, in Baviera, a una ventina di chilometri da Salisburgo.

## Storia

### Adolf Hitler

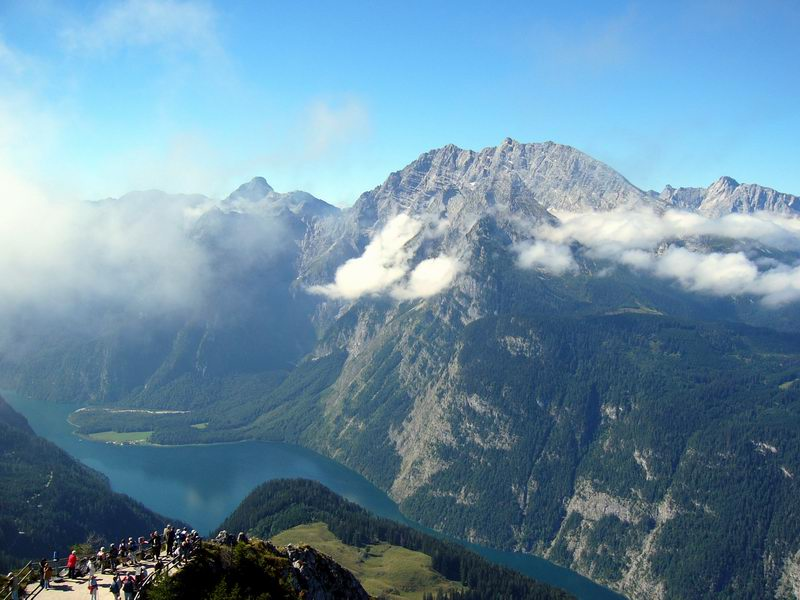
Il Königssee visto dal sentiero che conduce al Berghof.

Il Berghof era inizialmente una piccola casa di vacanza, chiamata "Haus Wachenfeld". Fu costruita da un uomo d'affari di Buxtehude, Otto Winter. Morto Otto Winter la vedova affittò la casa ad Adolf Hitler per 100 Reichsmark nel 1928. Nel 1933 Hitler riuscì ad acquistare la casa grazie alle vendite di Mein Kampf. Il luogo, molto scenografico, si trova in un punto dove sembra che il Königssee sia vicinissimo, ed è situato sulla stessa montagna che ospita il Kehlsteinhaus, o "Nido d'Aquila", che fu raramente visitato da Hitler a causa della sua paura per l'altitudine. Molte case di montagna furono costruite nelle vicinanze dai gerarchi nazisti, con edifici annessi per il loro personale e la loro sicurezza.
Il piccolo chalet fu ricostruito e continuamente ampliato fino alla fine della guerra. Fu aggiunta una grande terrazza, venne decorato in stile rustico alpino e la sala da pranzo fu rivestita di pino cembro. Nella grande sala furono dipinte finte finestre con immagini dei paesi della patria di Hitler, la nativa Austria.
Il Berghof è stato visitato da Albert Speer, Heinrich Himmler, Joachim von Ribbentrop, Joseph Goebbels, Karl Wolff, Reinhard Heydrich, da Galeazzo Ciano, da Karl Brandt e sua moglie Anni Rehborn e Benito Mussolini, ma anche dall'ex re del Regno Unito Edoardo VIII, tornato duca di Windsor dopo l'abdicazione, durante la sua visita in Germania nel 1937.

## Conquista alleata

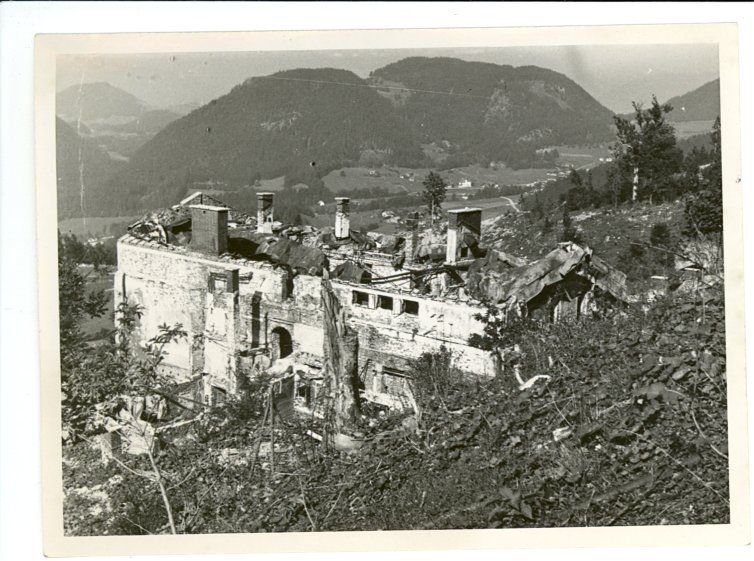
Il Berghof distrutto, foto del 1948.

Il Berghof fu bombardato il 25 aprile 1945 da 318 Avro Lancaster.
Il 4 maggio 1945, tre giorni prima della resa della Germania nazista, la 3ª Divisione di fanteria statunitense e la 2ª Divisione corazzata francese arrivarono a Berchtesgaden. Il Berghof fu conquistato il 6 maggio dai francesi del GTV (Groupement Tactique Vézinet), e gli statunitensi del terzo battaglione del 506º Reggimento vi arrivarono due giorni dopo, perdendo alcuni uomini in uno scontro a fuoco con due nazisti che difendevano il Berghof.
L'8 maggio, i Francesi conquistarono il soprastante Nido dell'Aquila.
Le rovine del Berghof furono demolite il 30 aprile 1952.

## Eventi importanti

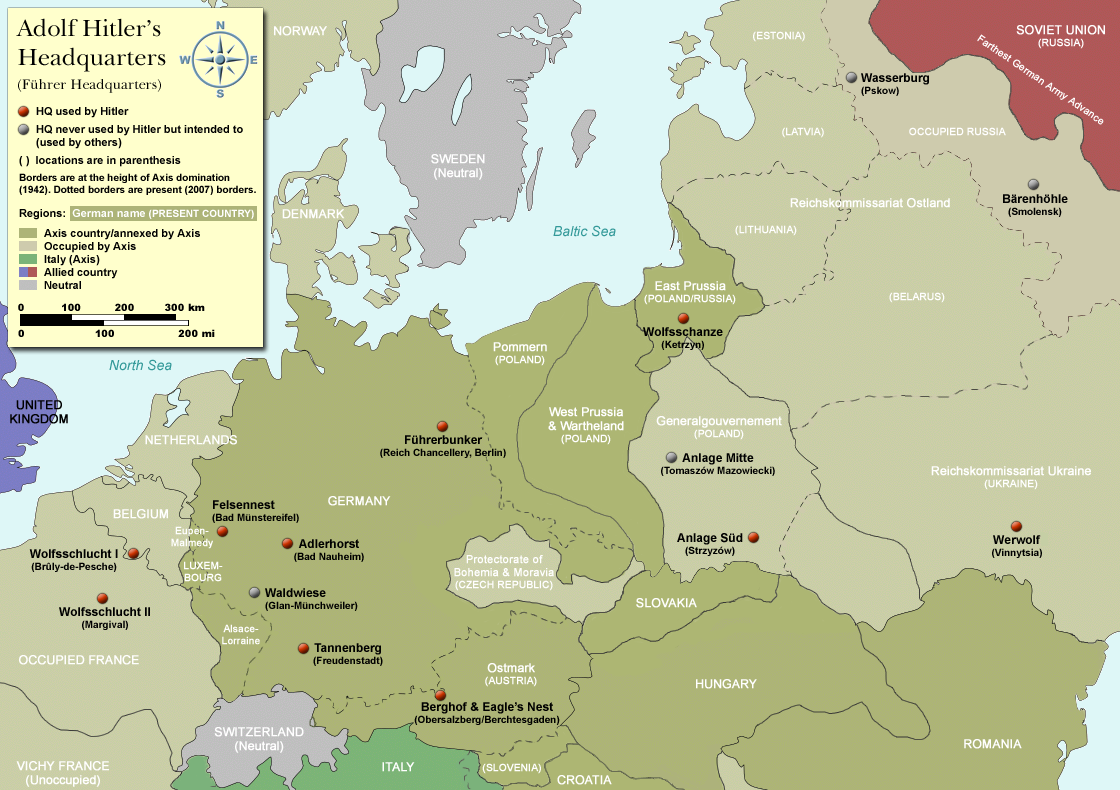
Localizzazione del Berghof e degli altri quartieri generali di Hitler in Europa.

- 4-5 settembre 1936: il ministro inglese Lloyd George incontra Hitler al Berghof.
- 22 ottobre 1937: l'ex re del Regno Unito Edoardo VIII con la moglie Wallis Simpson s'incontra con Hitler al Berghof.
- 12 febbraio 1938: il presidente del consiglio austriaco Kurt von Schuschnigg incontra Hitler che gli impone la legalizzazione del Partito Nazista Austriaco e l'entrata nel governo come ministro degli esteri del feldmaresciallo Arthur Seyss-Inquart.
- 15 settembre 1938: il primo ministro inglese Neville Chamberlain incontra Hitler al Berghof, per trovare una soluzione pacifica per i Sudeti che porterà al Patto di Monaco.
- 8 agosto 1939: il ministro degli esteri ungherese conte Csáky incontra Hitler, che lo informa dell'attacco alla Polonia.
- 11-12 agosto 1939: Hitler informa il ministro degli esteri dell'Italia fascista Galeazzo Ciano dell'attacco alla Polonia.
- maggio-giugno 1940: varie riprese a colori sulla terrazza da parte di Eva Braun, con pellicola 16 mm, celebri filmati con scena di Hitler che accarezza il cane.
- 6 giugno 1944: Hitler è informato al Berghof sullo sbarco in Normandia.
- 7 giugno 1944: il giorno dopo il D-Day, Hitler riceve la visita del colonnello Claus von Stauffenberg.

## Soggiorni di Hitler durante la guerra
Questa tabella riporta la data di inizio e fine dei soggiorni di Hitler al Berghof durante la seconda guerra mondiale.
| Dal              | Al              |
| ---------------- | --------------- |
| 10 giugno 1940   | 14 giugno       |
| 26 luglio        | 3 agosto        |
| 8 agosto         | 12 agosto       |
| 17 agosto        | 29 agosto       |
| 4 ottobre        | 8 ottobre       |
| 16 ottobre       | 20 ottobre      |
| 16 novembre      | 19 novembre     |
| 27 novembre      | 2 dicembre      |
| 13 dicembre      | 16 dicembre     |
| 28 dicembre      | 27 gennaio 1941 |
| 7 febbraio       | 14 marzo        |
| 9 maggio         | 11 giugno       |
| 11 giugno 1942   | 20 giugno       |
| 12 novembre      | 22 novembre     |
| 22 marzo 1943    | 2 maggio        |
| 21 maggio        | 30 giugno       |
| 8 novembre       | 15 novembre     |
| 24 febbraio 1944 | 14 luglio       |

Complessivamente Hitler ha trascorso al Berghof 280 giorni fino al 1944, poi a causa della disfatta militare si stabilì definitivamente nel più sicuro Führerbunker di Berlino.